# Kabinett Ulmanis VII

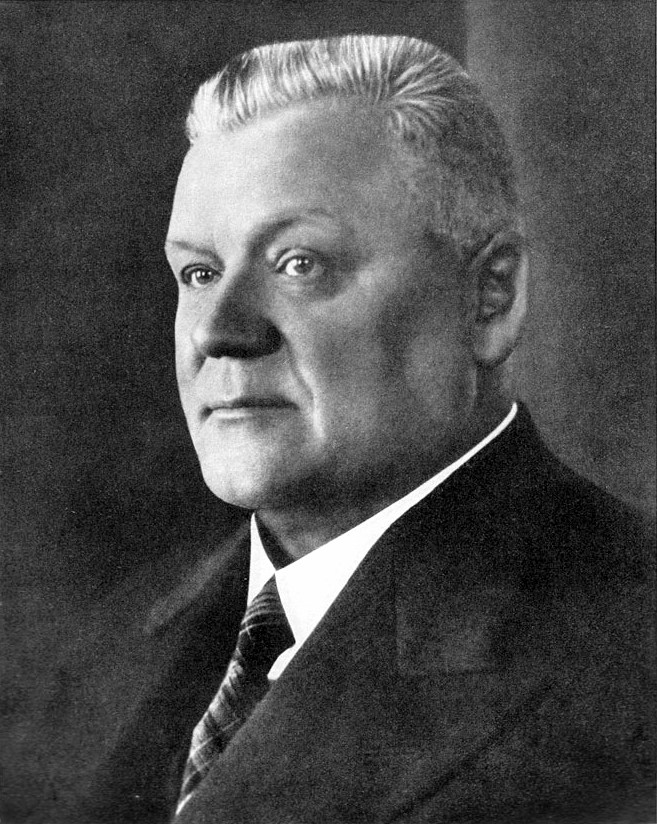
Ministerpräsident Kārlis Ulmanis

Das Kabinett Ulmanis VII war die 18. Regierung der Republik Lettland und wurde am 17. März 1934 von Ministerpräsident Kārlis Ulmanis gebildet. Das Kabinett löste das Kabinett Bļodnieks ab und blieb bis zum 15. Mai 1934 im Amt, woraufhin es vom Kabinett Ulmanis VIII abgelöst wurde.
Dem Kabinett gehörten folgende Minister an:
| Amt                                | Amtsinhaber       | Beginn der Amtszeit | Ende der Amtszeit |
| ---------------------------------- | ----------------- | ------------------- | ----------------- |
| Ministerpräsident Außenminister    | Kārlis Ulmanis    | 17. März 1934       | 15. Mai 1934      |
| Innenminister                      | Vilis Gulbis      | 17. März 1934       | 15. Mai 1934      |
| Finanzminister                     | Ēvalds Rimbenieks | 17. März 1934       | 15. Mai 1934      |
| Kriegs- und Justizminister         | Jānis Balodis     | 17. März 1934       | 15. Mai 1934      |
| Landwirtschaftsminister            | Aloizs Budže      | 17. März 1934       | 15. Mai 1934      |
| Verkehrsminister                   | Staņislavs Ivbuls | 17. März 1934       | 15. Mai 1934      |
| Minister für öffentliche Wohlfahrt | Juris Pabērzs     | 17. März 1934       | 15. Mai 1934      |
| Bildungsminister                   | Kārlis Beldavs    | 17. März 1934       | 15. Mai 1934      |